# Azincourt
Azincourt é uma comuna no departamento de Pas-de-Calais, 20 km a noroeste de Saint-Pol-sur-Ternoise, no norte da França.

## História
Azincourt é famosa por ser o local da batalha de 25 de outubro de 1415, na qual o exército inglês comandado pelo rei Henrique V derrotou as forças comandadas por Charles d'Albret em nome de Carlos VI da França.

## População
| 213                                                              | 220 | 210 | 228 | 250 | 276 | 286 |
| Contagem do censo iniciada em 1962: População sem dupla contagem |     |     |     |     |     |     |

## Locais de interesse

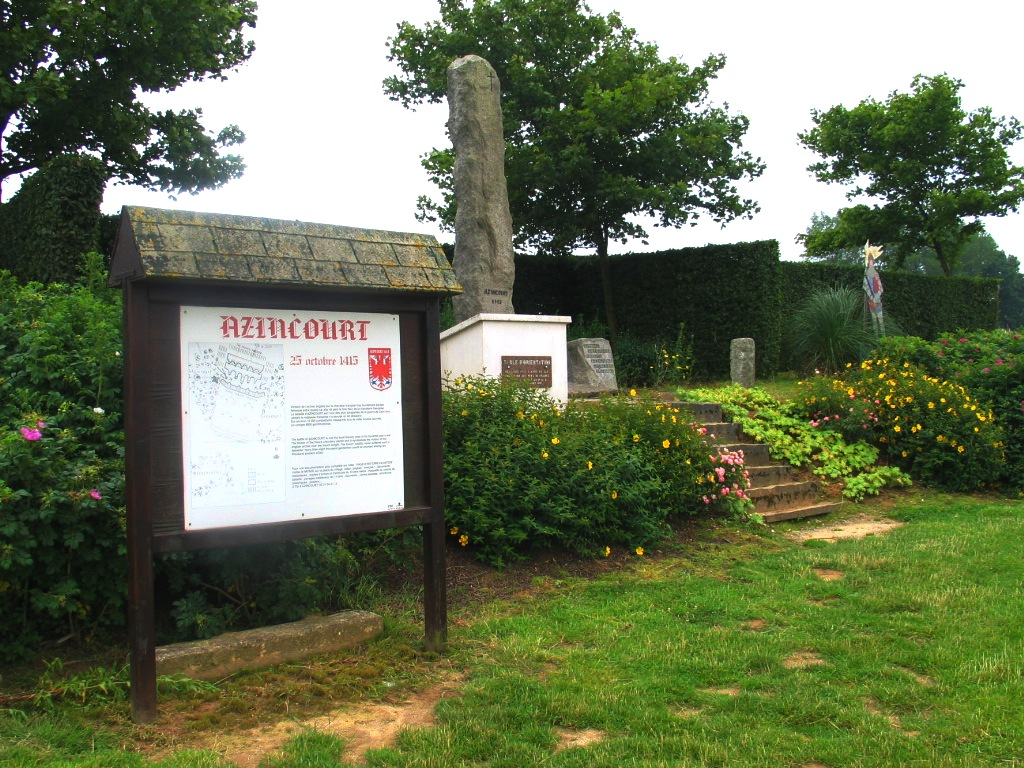
Monumento comemorativo próximo ao campo de batalha.

O museu temático na vila apresentava modelos de cavaleiros feitos de figuras de Action Man. Porém, elas foram substituídas por um espaço de exposição mais profissional, incorporando apresentações em laser, vídeo, slides, comentários em áudio, e alguns elementos interativos.
O prédio do museu tem o formato de um arco galês utilizado na batalha pelos arqueiros do rei Henrique V.
A aldeia realiza um festival a cada dois anos, onde comemora-se a batalha.